# Crystal Palace Park
El Crystal Palace Park (en español: Parque del Palacio de Cristal) es un parque de diversiones o pleasureground victoriano, utilizado para acontecimientos culturales y deportivos. Está localizado en el barrio Crystal Palace, en el suburbio sur de Londres, y rodea la ubicación del desaparecido Palacio de Cristal. El Palacio fue trasladado desde Hyde Park tras la Gran Exposición de 1851 y fue reconstruido con algunas modificaciones y ampliaciones para conformar el centro de parque de diversiones, antes de ser consumido en un incendio en 1936. El parque presenta modelos de escala llena de dinosaurios en un paisaje, un laberinto, lagos y un estadio para conciertos.
El parque alberga el Centro de Deportes Nacional, anteriormente un estadio de fútbol en el que se jugó la final de la FA Cup desde 1895 hasta 1914, así como los partidos del Crystal Palace F.C. desde su formación en 1905 hasta que el club fue obligado a trasladarse debido a la Primera Guerra Mundial. El London County Cricket Club también jugó partidos en la zona desde 1900 a 1908, cuando se disolvió, aunque su campo ha albergado otros torneos de críquet de primer nivel.
El parque se encuentra en el centro del Norwood Ridge en una de sus cotas más altas. La colina ofrece vistas hacia el norte hasta el centro de Londres, al este hacia el puente Elizabeth II y Greenwich, y hacia el sur hacia Croydon y North Downs. El parque es uno de los más relevantes de Londres y es mantenido por el Municipio de Bromley (Londres). Asimismo, alberga uno de los mercados ganaderos semanales más grandes de Londres, en la avenida principal.
El parque es de Grado II en el listado de Registro de Jardines y Parques Históricos de Inglaterra.

## Historia

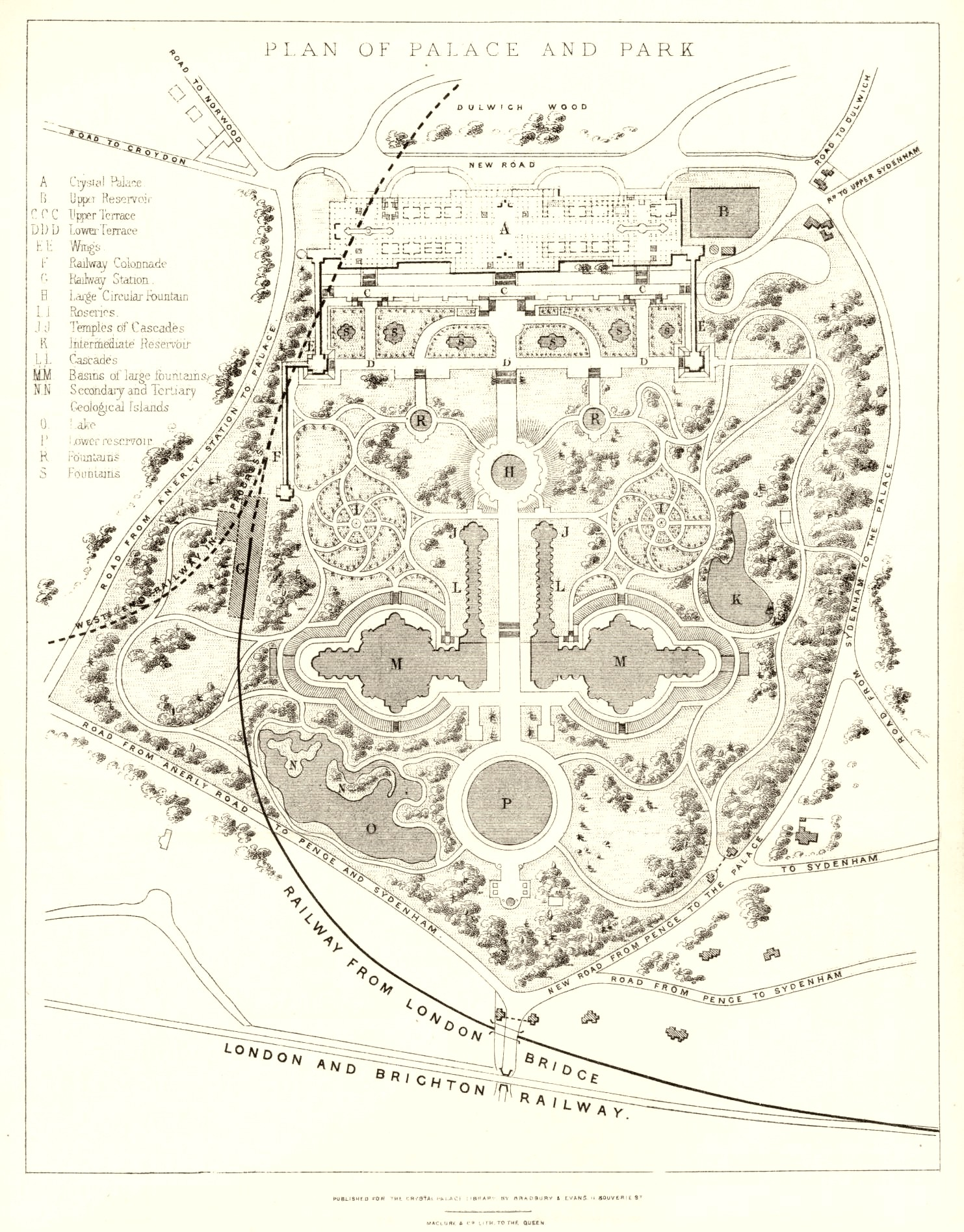
Un diseño de 1875 del Palacio de Cristal y del parque.

Tras la Gran Exposición de 1851 en Hyde Park, Joseph Paxton reclamó que el Palacio de Cristal se conservara en Hyde Park, pero el Gobierno decidió su traslado. Paxton fundó la Crystal Palace Company para adquirir el Palacio de Cristal por 70.000 libras, así como para adquirir terrenos en la cima de Sydenham Hill en Kent para reconstruirlo allí y ampliarlo con un coste de 1,3 millones de libras. El terreno de unas 157 hectáreas era boscoso y la propiedad de la mansión conocida como Penge Place era de Leo Schuster, emprendedor y amigo de Paxton. Esta zona estaba incluida a comienzos del siglo XIX era la parte norte de Penge Common, una gran área de dehesa colindante al Great North Wood. Entre 1852 y 1854 se reconstruyó un ampliado y rediseñado Palacio de Cristal en la nueva zona, ubicado en un parque construido por la Crystal Palace Company de Joseph Paxton.

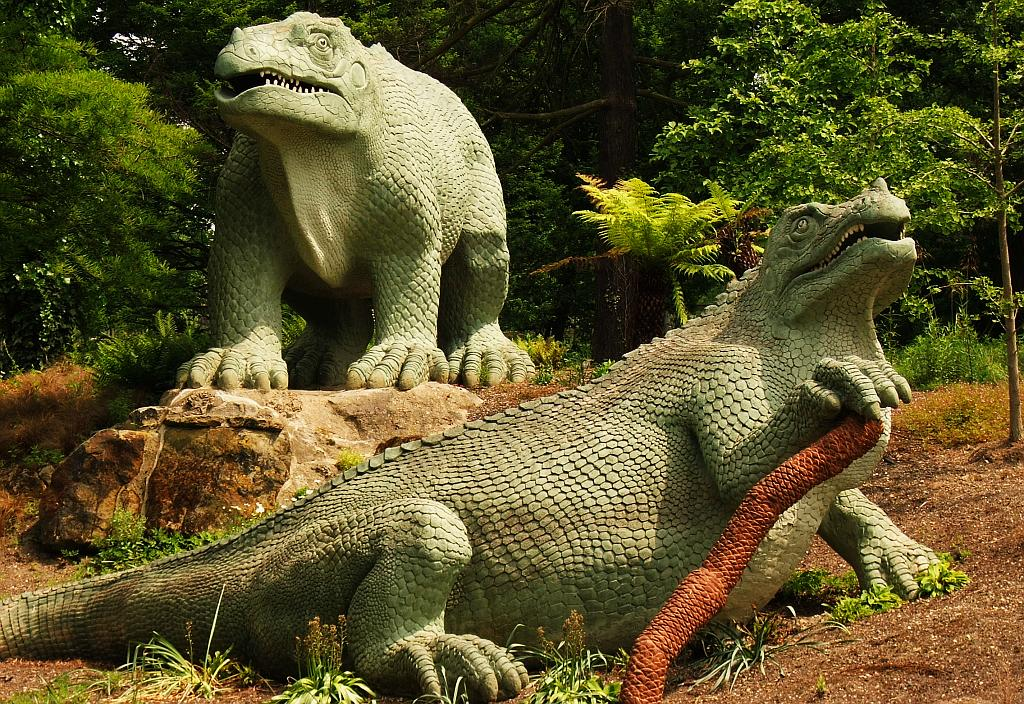
Estatuas de unos iguanadontes en el Crystal Palace Park.

El desarrollo del terreno y los jardines del parque, que se extendía en el límite entre Surrey y Kent, costó bastante más que la reconstrucción del Palacio de Cristal. Edward Milner diseñó el jardín italiano y las fuentes, el gran laberinto y el jardín inglés, mientras que Raffaelle Monti fue contratado para diseñar y construir la estatuaria externa alrededor de los estanques, urnas y jarrones. Para construir las fuentes se tuvieron que edificar dos torres de agua alta, diseñadas por Isambard Kingdom Brunel, a las esquinas del palacio. El escultor Benjamin Waterhouse Hawkins fue contratado para realizar 33 modelos de dinosauros, completados en 1854, y otros animales extintos que acababan de ser descubiertos en la época. Charles Darwin donó el cráneo de un megatherium al parque. El reconstruido Palacio de Cristal fue inaugurado por la reina Victoria en junio de 1854.
El acceso ferroviario se convirtió en una posibilidad para acceder al parque con la apertura de la estación Crystal Palace en 1854. En 1864, Thomas Webster Rammell experimentó con una vía neumática de 600 yardas en el túnel entre las puertas de Sydenham y Penge del parque. En 1865, se inauguró otra estación ferroviaria: Crystal Palace (Nivel superior), aunque fue clausurada en 1954.

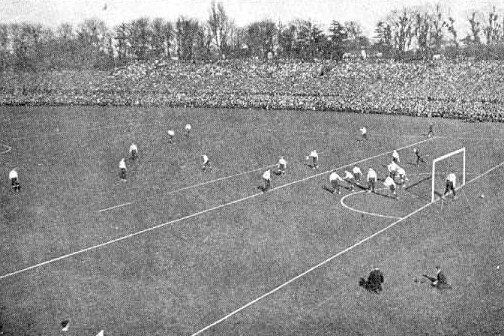
Final de la FA Cup de 1901 en el Crystal Palace entre el Tottenham Hostpur y el Sheffield United.

El parque ha sido utilizado como sede de varios actos deportivos en sus inicios. Así pues, se creó el Crystal Palace Park Cricket Ground en 1857. En 1894, se sustituyeron las dos fuentes monumentales por césped y la alberca sur se convirtió en un estadio de fútbol un año más tarde. El estadio fue utilizado para albergar varias finales de la FA Cup durante dos décadas entre 1895 y 1914. Además, fue la sede del Crystal Palace F. C. entre 1905 y 1915.
En 1911 se celebró el Festival del Imperio en el parque para celebrar la coronación de Jorge V y el espacio fue añadido con edificios diseñados para representar al Imperio británico. Muchas de estas estructuras continuaron en la zona hasta la década de 1940.
En 1936, el Palacio de Cristal sufrió un incendio que acabó destruyéndolo. La torre de agua sur fue derribada poco después debido a los daños producidos por el fuego, mientras que la torre norte se demolió en 1941, probablemente para eliminar puntos de referencia a los bombarderos alemanes que atacaron durante la Segunda Guerra Mundial.
En 1872 se construyó un acuario marino de 122 metros en el solar que había dejado el Palacio de Cristal tras sufrir el incendio de 1866, pero no consiguió mantenerse económicamente. Se destruyó una gran parte de él durante la demolición de la torre de agua norte. Así pues, en este espacio dejado por el acuario se construyó la Estación transmisora de Crystal Palace en la década de 1950.

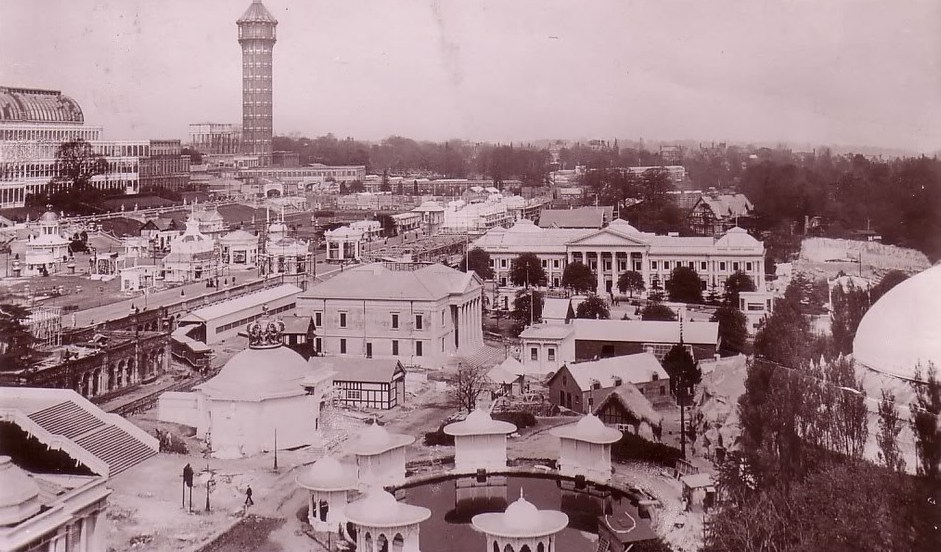
Festival del Imperio celebrado en el parque en 1911.

El parque también albergó uno de los pioneros circuitos de carreras, inaugurado al público en 1928. Los Crystal Palace Glaziers participaron en las Ligas Nacional y Sur hasta 1933 cuando se trasladaron a otro circuito en New Cross. Las amplias pistas fueron utilizadas para carreras de motos en los días previos a la guerra y, a partir de 1950, para carreras de coches; siendo conocido como el Circuito de Crystal Palace. Todavía se conservan algunos tramos como carreteras de acceso alrededor del parque. La última carrera se celebró en 1972, tras lo cual el circuito cayó en desuso, aunque ha sido recreado digitalmente en el videojuego de carreras Grand Prix Legends (1998) y en 2010 se culminaron los trabajos de acondicionamiento para celebrar carreras de nuevo en el circuito.
En 1964 se construyó el Crystal Palace National Sports Centre sobre el antiguo campo de fútbol. En 2005 el alcalde de Londres y la London Development Agency (LDA) gestionaron el centro deportivo para albergar los Juegos Olímpicos de Londres 2012 y los Paralímpicos. Actualmente está gestionado por Greenwich Leisure y también alberga una pista de esquí.
Tras la abolición del Greater London Council, la propiedad del parque fue transferida al Municipio de Bromley (Londres) en 1986, que realizó diversas obras de restauración en el parque. Una tercera parte del mismo fue remodelado entre 2001 y 2003, incluyendo las figuras de los dinosaurios.